# Єва Андреєвайте
Єва Андреєвайте (лит. Ieva Andrejevaitė; нар. 1 січня 1988, Вільнюс, Литва) — литовська актриса, яка розпочала свою кар'єру 2010 року. Стала відомою акторкою в Литві, Великій Британії та Росії.

## Біографія
Єва народилася 1 січня 1988 року в старому місті Вільнюсі, в інтернаціональній сім'ї. Батько Єви — росіянин, а мати — литовка. Її мати за освітою музикант, тому Єва росла в атмосфері мистецтва. Частими гостями в їхьому домі були співаки, музиканти та актори. Саме тому Єва з ранніх років почала проявляти свій артистизм. У дитинстві Єва полюбляла співати та танцювати.
Єва закінчила Литовську академію музики та театру 2011 року, навчаючись на курсі відомого литовського наставника Іоана Світкуса.

## Фільмографія

### Як акторка
| Рік  | Фільм                               | Оригінальна назва                   | Роль                  |
| ---- | ----------------------------------- | ----------------------------------- | --------------------- |
| 2010 | «Помилка сценарію»                  | «Nevykęs scenarijus»                | Дівчина               |
| 2012 | «Винний шлях»                       | «Vyno kelias»                       | Марія                 |
| 2013 | Аварія                              | «Avarija»                           | --------------------- |
| 2013 | «Півмісяць Джуніпера»               | «Kadagio gatvė»                     | --------------------- |
| 2013 | «Холодне блюдо»                     | «Холодное блюдо»                    | Саша Трофімова        |
| 2014 | «Москва ніколи не спить»            | «Москва никогда не спит»            | Хостес у клубі        |
| 2014 | «Стартап»                           | «Стартап»                           | Інга                  |
| 2015 | «Зелена карета»                     | «Зелёная карета»                    | нема в титрах         |
| 2015 | «Він — дракон»                      | «Он — дракон»                       | Ярослава              |
| 2015 | «Вбий своїх друзів»                 | «Kill Your Friends»                 | Ганна                 |
| 2015 | «Фарца»                             | «Фарца»                             | Тетяна                |
| 2016 | «Зимова відлига»                    | «Winter Thaw»                       | Раїса                 |
| 2016 | «Гарний хлопець»                    | «Хороший мальчик»                   | Аліса Денисовна       |
| 2016 | «Штрафник»                          | «Штрафник»                          | Віола                 |
| 2017 | «Емілія»                            | «Emilija»                           | Емілія                |
| 2017 | «Олександр Пересвіт — Куликове ехо» | «Александр Пересвет — Куликово эхо» | --------------------- |
| 2017 | «Перехрестя долі»                   | «Перекрёстки судьбы»                | Наталка               |
| 2018 | «СОТКА»                             | «СОТКА»                             | Ангеліна              |
| 2018 | «Куля»                              | «Пуля»                              | Дарія Шипова          |

### Як продюсер
| Рік  | Фільм         | Оригінальна назва | Примітки   |
| ---- | ------------- | ----------------- | ---------- |
| 2015 | «Малі гравці» | «Little Players»  | Сопродюсер |